# 이와네바시역
이와네바시역(일본어: 岩根橋駅)은 일본 이와테현 도노시에 위치한 동일본 여객철도 가마이시 선의 철도역이다. 단선 승강장 1면 1선의 구조를 갖춘 지상역이다.

## 역 주변
- 국도 제283호선

## 역사
- 1914년 12월 15일 : 이와테 게이벤 철도의 역으로서 개업. 종점역.
- 1915년 11월 23일 : 가시와기다이라 역까지 연신개업해서 중간역이 되었다. 이와테 게이벤 철도 전체 개통.
- 1936년 8월 1일 : 이와테 게이벤 철도의 국유화에 의해, 일본국유철도 가마이시 선의 역이 되었다.
- 1943년 9월 20일 : 1,067mm 궤간으로의 개량 공사 완성.
- 1944년 10월 11일 : 일본국유철도 가마이시토 선의 개업에 따라, 소속 노선명이 가마이시사이 선으로 변경되었다.
- 1950년 10월 10일 : 일본국유철도 가마이시 선 전체 개통에 의해, 다시 가마이시 선의 역이 되었다.
- 1985년 3월 14일 : 무인화.
- 1987년 4월 1일 : 일본국유철도 분할 민영화에 의해, 동일본 여객철도가 승계.

## 인접 역
| 동일본 여객철도 가마이시 선 | 동일본 여객철도 가마이시 선 | 동일본 여객철도 가마이시 선 |
| --------------------------- | --------------------------- | --------------------------- |
| 하루야마 하나마키 방면      | ■ 가마이시 선               | 미야모리 가마이시 방면      |